# Talačyn
Talačyn (bělorusky Талачы́н, rusky Толо́чин – Toločin) je město ve Vitebské oblasti v Bělorusku. K roku 2017 v něm žilo bezmála deset tisíc obyvatel a bylo správním střediskem svého rajónu.

## Poloha
Talačyn leží na řece Druc ve vzdálenosti přibližně devadesáti kilometrů jihozápadně od Vitebska.

## Dějiny
První písemná zmínka je z roku 1433. Od roku 1955 je Talačyn městem.